# St. Aloysius Gonzaga (Oxford)

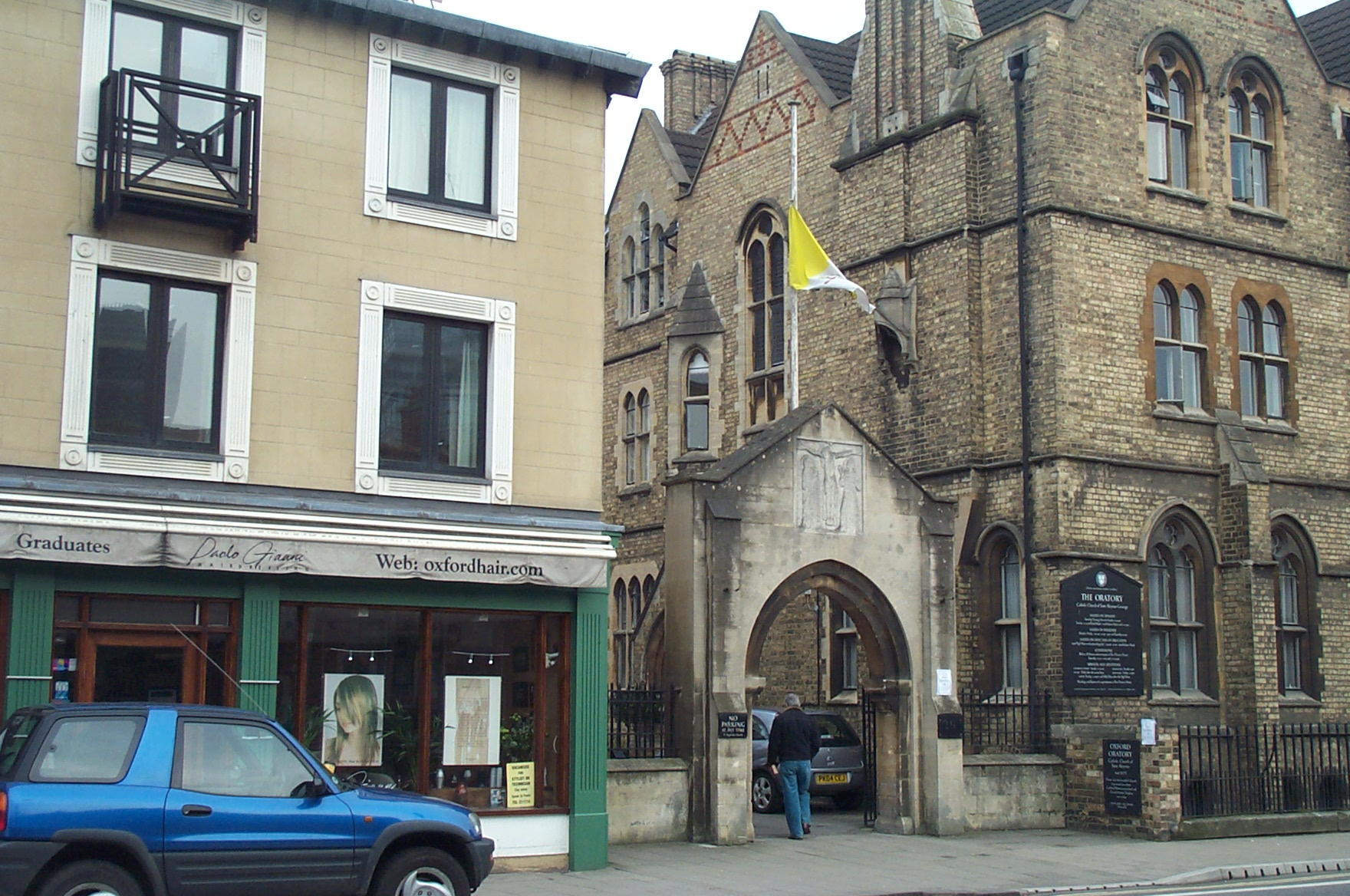
Blick auf die Kirche

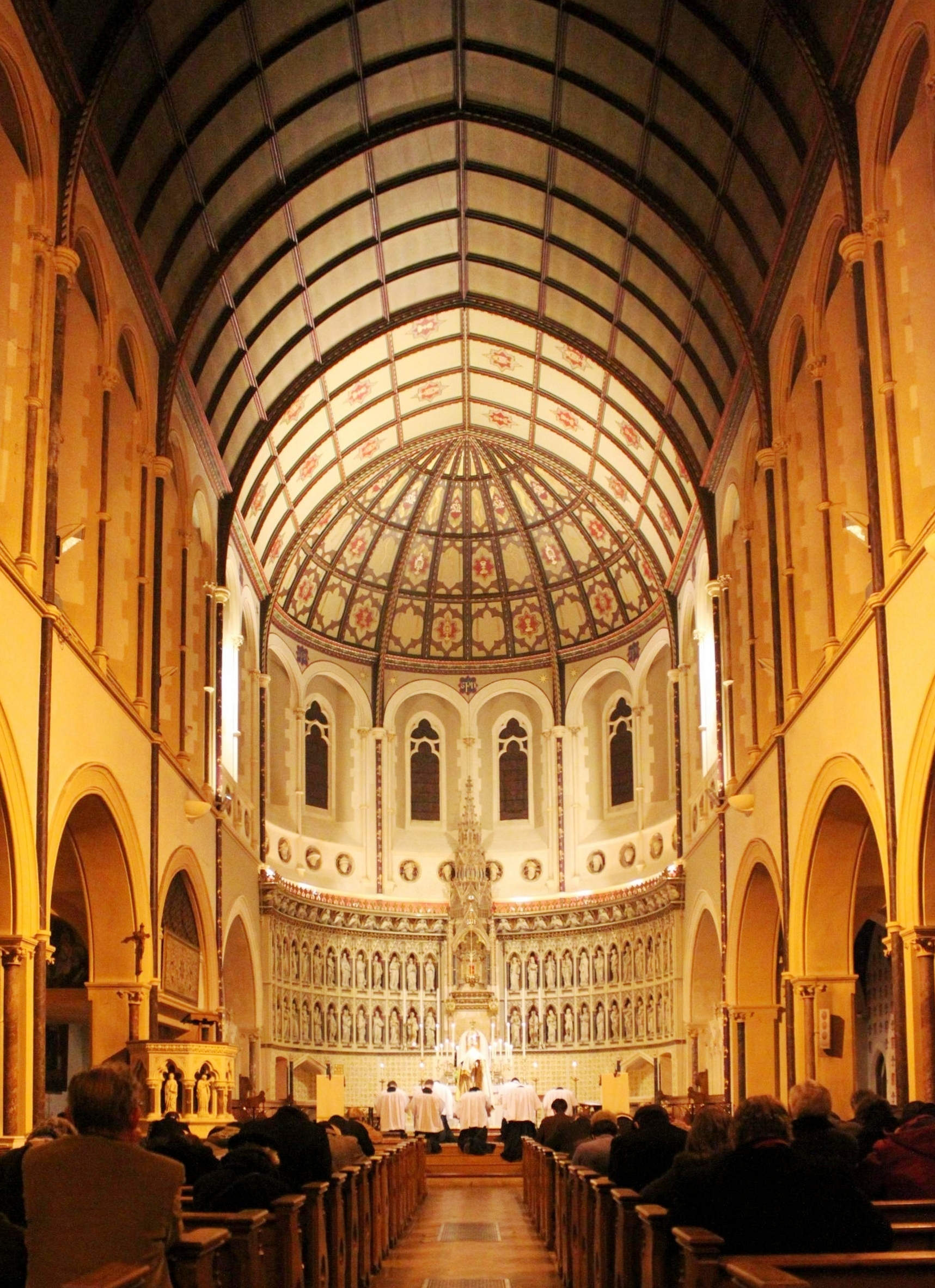
St. Aloysius, Inneres, Spendung des sakramentalen Segens

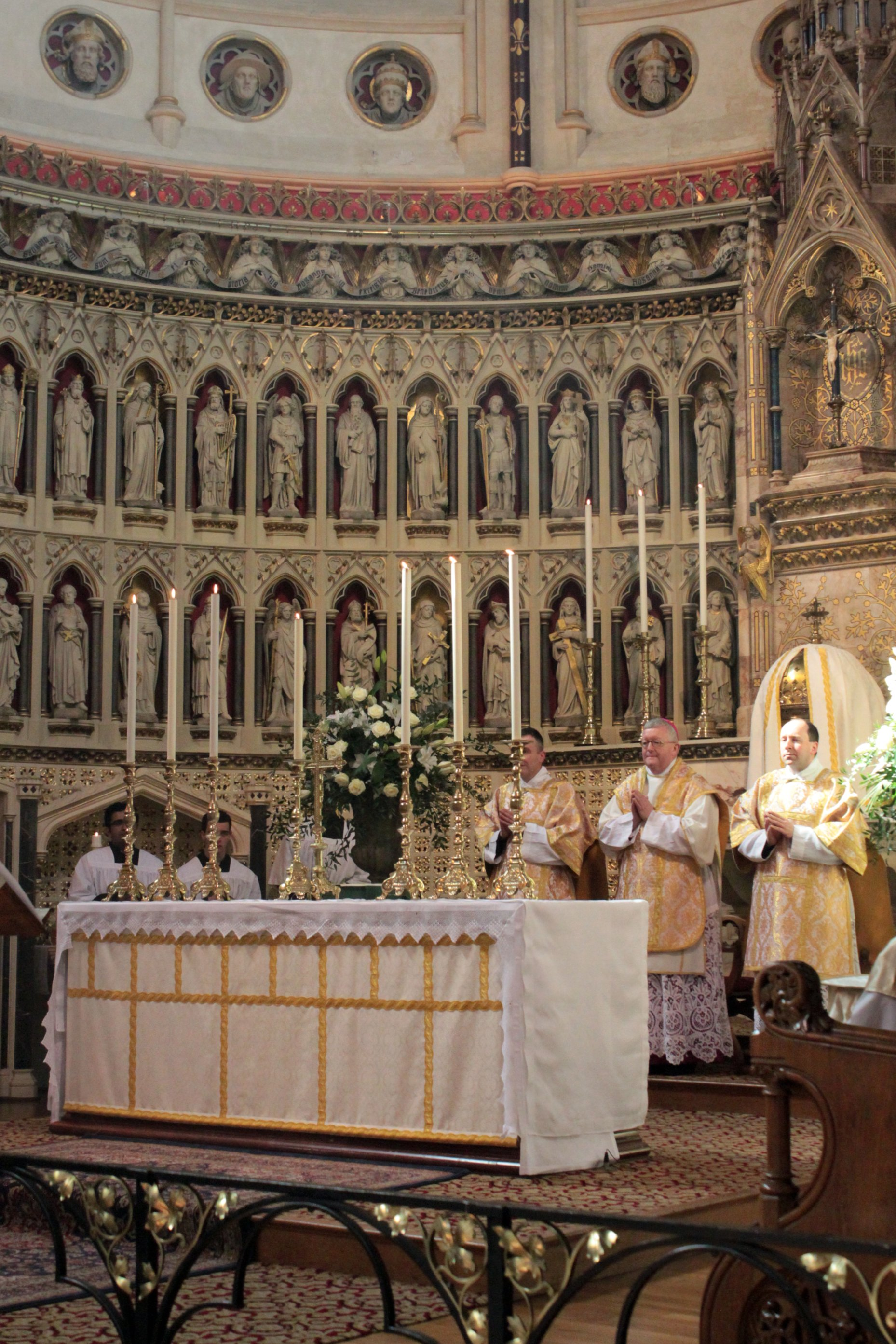
Ausstattung des Chorraumes

St. Aloysius Gonzaga (engl. auch kurz Oxford Oratory) ist eine römisch-katholische Pfarrkirche in der englischen Universitätsstadt Oxford. Die neugotische Basilika wurde 1875 nach Plänen von Joseph Hansom als Jesuitenkirche erbaut und trägt das Patrozinium des jesuitischen Heiligen Aloysius. 1990 übertrug der Erzbischof von Birmingham die Pfarrei den Oratorianern.

## Geschichte
In den 1870er Jahren war die Errichtung einer Jesuitenpfarrei und -kirche im Zentrum der traditionsreichen Stadt Oxford ein öffentlichkeitswirksames Zeichen für das Wiedererstarken des Katholizismus in England. Unter den Märtyrern der Unterdrückungszeit waren viele Jesuiten gewesen. Für den Bau und seine Ausstattung fanden sich namhafte Großspender.
1981 mussten die Jesuiten ihre Oxforder Niederlassung aufgeben. Die Pfarrei wurde zunächst von Diözesanpriestern geleitet, bis Mitglieder des Oratoriums von Birmingham sie 1990 übernahmen. 1993 erlangte der neue Konvent, nach Birmingham und London der dritte in England, seine Selbständigkeit. Damit wurde die Gemeinschaft John Henry Newmans auch in der Stadt präsent, in der Newman einst gelehrt hatte und den Weg zur katholischen Kirche gegangen war. Die Aloysius-Gonzaga-Kirche ist seitdem zu einem Zentrum der Liturgiepflege geworden.

## Architektur und Ausstattung
Die Aloysiuskirche ist aus gelbem Backstein gebaut. Sie folgt dem Basilikaschema, wobei das Mittelschiff überproportional breit und die Seitenschiffe nur schmal und jochweise unterteilt sind. An die Portalfassade mit großer Fensterrosette ist ein bescheidener Glockenturm angefügt.
Die neugotische farbige Ausmalung wurde in den 1950er und 1970er Jahren durch eine schlichte, die Raumstruktur betonende weiße und graue Fassung ersetzt. Verblieben sind die figurenreichen Buntglasfenster. Reich ornamentiert ist die Decke, ein oben zugespitztes Tonnengewölbe. Den Höhepunkt der Ausstattung bildet die apsidiale Altarrückwand. Beidseitig des sakramentshausartigen Tabernakels im Zentrum enthält ein zweigeschossiger Fries 52 Statuen von heiligen Männern und Frauen aus der Bibel sowie aus der römischen und englischen Kirchengeschichte. Darüber befindet sich eine weitere Reihe von Tondi mit Heiligenköpfen.

## Orgel
Die Orgel wurde von dem Orgelbauer Matthew Copley (Surbiton) im Jahre 2004 erbaut. Das Instrument hat 42 Register auf drei Manualen und Pedal. Die Werke sind auf zwei Standorte aufgeteilt: Swell und Great sowie Pedal befinden sich einander gegenüberliegend auf der Chortribüne, das Choir-Werk befindet sich auf einer neu errichteten Orgelbühne, oberhalb der Kanzel. Die Spiel- und Registertrakturen sind elektrisch. Im Pedal sind drei Register vakant und für einen späteren Einbau vorbereitet.
| I Great C–c4 |                 |       |
| 1.           | Bourdon         | 16′   |
| 2.           | Principal       | 8′    |
| 3.           | Open Flute      | 8′    |
| 4.           | Cello           | 8′    |
| 5.           | Octave          | 4′    |
| 6.           | Stopped Flute   | 4′    |
| 7.           | Quint           | 2 ⁄3′ |
| 8.           | Fifteenth       | 2′    |
| 9.           | Sesquialtera II | 2 ⁄3′ |
| 10.          | Mixture IV      |       |
| 11.          | Trumpet         | 8′    |
|              | Tremulant       |       |

| II Choir C–c4 |                  |        |
| 12.           | Violin Diapason  | 8′     |
| 13.           | Stopped Diapason | 8′     |
| 14.           | Flute Celeste    | 8′     |
| 15.           | Viola            | 4′     |
| 16.           | Open Flute       | 4′     |
| 17.           | Nazard           | 2 ⁄3′  |
| 18.           | Principal        | 2′     |
| 19.           | Tierce           | 1 3⁄5′ |
| 20.           | Clarinet         | 8′     |
| 21.           | Vox Humana       | 8′     |
| 22.           | Trumpet          | 8′     |
|               | Tremulant        |        |

| III Swell C–c4 |                |     |
| 23.            | Celeste        | 8′  |
| 24.            | Gamba          | 8′  |
| 25.            | Gedact         | 8′  |
| 26.            | Principal      | 4′  |
| 27.            | Concert Flute  | 4′  |
| 28.            | Octave         | 2′  |
| 29.            | Mixture III    |     |
| 30.            | Contra Fagotto | 16′ |
| 31.            | Trumpet        | 8′  |
| 32.            | Hautbois       | 8′  |
|                | Tremulant      |     |

| Pedals C–f1 |                 |     |     |
| 33.         | Acoustic Bass   | 32′ |     |
| 34.         | Double Diapason | 16′ |     |
| 35.         | Violone         | 16′ |     |
| 36.         | Sub Bass        | 16′ |     |
| 37.         | Bourdon         | 16′ |     |
| 38.         | Octave          | 8′  |     |
| 39.         | Bass Flute      | 8′  |     |
| 40.         | Fifteenth       | 4′  |     |
| 41.         | Mixtur III      |     | (v) |
| 42.         | Contra Posaune  | 32′ | (v) |
| 43.         | Posaune         | 16′ |     |
| 44.         | Trumpet         | 8′  |     |
| 45.         | Schalmey        | 4′  | (v) |
|             | Tremulant       |     |     |

- Koppeln: II/I, III/I, III/II, III/III (Suboktavkoppel), I/P, II/P, III/P
- Anmerkung

(v) = für Einbau vorbereitet, derzeit vakant